# Договор в Мизенум
Договорът от Мизен или Мизенум (на латински: Misenum) е сключен през лятото 39 пр.н.е. по време на късната фаза на римските граждански войни и установява надмощието в западното Средиземно море също и края на проскрипциите.
Почти две години след убийството на Гай Юлий Цезар на Идите през март 44 пр.н.е. най-значимите Цезарианци, Октавиан (по-късният император Август), Марк Антоний и Марк Емилий Лепид разделят римската империя на сфери на влияние, подкрепяни от уговорките от договора, (Втория триумвират). След подчиняването на убийците на Цезар в битката при Филипи (октомври/ноември 42 пр.н.е.) провинциите са така ново разпределени, че Антоний получава Галия и фактически целия Изток на империята, а Октавиан Испания и Марк Лепид две провинции в Северна Африка. В Сицилия има със Секст Помпей, синът на най-значимия противник на Цезар Гней Помпей Магнус, още един четвърти могъщ мъж, който пречи на плановте на триумвирите, като дава обежище на проскрибираните от тях. Със своят флот той смущава особено Октавиан и неутрална Италия, достъпна за всички триумвири. Октавиан е намесен през зимата 41/40 пр.н.е. в Перузинската война, в която получава надмощие против Фулвия, съпругата на Марк Антоний и неговия брат Луций Антоний.
По времето на Перузинската война Юлия, майката на Марк Антоний, бяга от Италия при Секст Помпей в Сицилия. Тя помага чрез фамилната си дипломация да се състои конференцията на тримата най-силни в Римската република Антоний, Октавиан и Секст Помпей през 39 пр.н.е. в Поцуоли и слкючването на договора в Мизенум.
Договорът е сключен за пет години. Документът от договра в Мизенум е оставен при Весталките. Октавиан сгодява своя тригодишен племенник Марк Клавдий Марцел с Помпея, двегодишната дъщеря на Помпей. Наистина не се стига до женитба на младите годеници. Първият банкет се състои на флаг кораба на Помпей.
След това повечето бегълци се връщат в Рим. Скоро след сключването на договора започват конфлкти, понеже Марк Антоний отказва да даде Ахея. Още на следващата година избухва конфликтът с Октавиан, който вече има свой флот. Едва през лятото 36 пр.н.е. флотът на Помпей е унищожен от корабите на Октавиан под командването на неговия адмирал Марк Випсаний Агрипа в голямата морска битка при Наулох на северния бряг на Сицилия. Помпей бяга на Изток, където следващата година е екзекутиран по заповед на Антоний.